# Роланд Шалаи
Роланд Шалаи (мађ. Roland Sallai; Будимпешта, 22. мај 1997) је мађарски професионални фудбалер који игра за фудбалски клуб Фрајбург у Бундеслиги Немачке и репрезентацију Мађарске као нападач.

## Клупска каријера

### Пушкаш академија
Шалаи је започео своју професионалну каријеру у Пушкаш академији где је играо од 2014. до лета 2017. У групној утакмици Купа Пушкаш 2014. два пута је постигао гол против Панатинаикоса. Дебитовао је 1. августа 2014. против Печуја, а постигао је први гол у мађарској лиги против Ференцвароша 14. септембра 2014. у Групама арени.

### Палермо
Дана 4. августа 2016, Салаи се придружио италијанском клубу Палермо на сезонској позајмици, до краја сезоне 2016/17, уз надокнаду од 300.000 евра.
Шалаи је имао 84 минута на свом дебију за клуб из Серије А 10. септембра 2016. против Наполија. Први званични гол за Палермо постигао је 19. марта 2017. против Удинезеа. Наступио је на 21 утакмици Серије А (једанаест у стартној постави, десет као замена) и постигао један гол.

### Апоел
Дана 29. августа 2017, објављено је да је кипарски Апоел обезбедио његов потпис на четворогодишњем уговору до краја маја 2021, уз неоткривену цену трансфера од Пушкаш академије, за коју се прича да је око 2 милиона евра.
Дана 9. септембра је дебитовао и постигао свој први гол против Неа Саламине. Наступио је на 29 утакмица кипарске прве лиге и постигао 9 голова.
Такође се појавио у шест утакмица УЕФА Лиге шампиона против Реал Мадрида, Борусије Дортмунд и Тотенхем хотспура.

### Фрајбург
Дана 31. августа 2018. Салаи је потписао четворогодишњи уговор са клубом из Бундеслиге, ФК Фрајбургом, уз накнаду од 4,5 милиона евра. Дана 22. септембра 2018. постигао је гол и извео пенал на свом дебију против Волфсбурга на Фолксваген арени, четвртог дана меча Бундеслиге 2018/19, у победи од 3 : 1, и уврштен је у тим недеље након овог наступа.  Од средине новембра 2018. имао је проблема са адукторима и није могао да игра наредних пет месеци. Вратио се као замена 5. маја 2019. против Фортуне Дизелдорф.
Шалаи је започео своју трећу сезону у Фрајбургу голом и асистенцијом против ВфБ Штутгарта у победи од 3 : 2. Постигао је два гола против Шалкеа 04 у победи од 2 : 0 у Велтинс арени и уврштен је у тим 12. кола од стране спортског магазина Кикер.

## Репрезентација
Шалаи је био део мађарског У-20 тима на Светском првенству за У-20 ФИФА 2015.  играо је у две утакмице. За У-21 тим је дебитовао против Италије У21 12. августа 2015.
У потпуности је дебитовао на међународној сцени 20. маја 2016. у пријатељској утакмици против Обале Слоноваче у Групама арени, Будимпешта, Мађарска.  Дана 5. маја 2016, Шалаи је именован у прелиминарни тим Мађарске за Еуро 2016, али је изостављен из финалног тима за турнир. 11. септембра 2018. постигао је свој први гол за национални тим против Грчке у Групама арени у Будимпешти, у утакмици УЕФА Лиге нација група Ц за сезону 2018/19.ref>„Végre! Két szép góllal, olykor jól futballozva győzött válogatottunk”. nemzetisport.hu (на језику: мађарски). Nemzeti Sport. 11. 9. 2018. Приступљено 11. 9. 2018.</ref>
Дана 1. јуна 2021. Шалаи је укључен у тим од 26 играча који су представљали Мађарску на поново заказаном УЕФА Еуро 2020. турниру. Дана 14. јуна 2022. постигао је два гола у гостујућој победи над Енглеском резултатом 4 : 0 у УЕФА Лиги нација А 2022/23, што је био најтежи пораз Енглеске код куће од меча „Вембли визардса” (Шкотска репрезентација) 1928. године.
Постигао је први гол у победи против Грчке резултатом 2 : 1 20. новембра 2022. Утакмица је такође била опроштајна за Балажа Џуџака.
Дана 20. јуна 2023. постигао је свој 10. међународни гол, други гол у победи од 2 : 0 против Литваније у 83. минуту у Пушкаш арени у квалификационој групи Г за Европско првенство 2024. 